# Prionolabis fokiensis
Prionolabis fokiensis är en tvåvingeart som först beskrevs av Alexander 1941.  Prionolabis fokiensis ingår i släktet Prionolabis och familjen småharkrankar. Inga underarter finns listade i Catalogue of Life.